# Оби, Патрисия
Патрисия Оби (англ. Patricia Obee; род. 31 октября 1991, Виктория) — канадская гребчиха, выступавшая за сборную Канады по академической гребле в период 2010—2016 годов. Серебряная призёрка летних Олимпийских игр в Рио-де-Жанейро, обладательница двух серебряных медалей чемпионатов мира, победительница и призёрка многих регат национального значения.

## Биография
Патрисия Оби родилась 31 октября 1991 года в городе Виктория провинции Британская Колумбия, Канада.
Заниматься академической греблей начала в 2009 году, проходила подготовку в Виктории в местном одноимённом гребном клубе.
Впервые заявила о себе на международной арене в 2010 году, выиграв бронзовую медаль в распашных рулевых восьмёрках на молодёжном мировом первенстве в Бресте.
Первого серьёзного успеха на взрослом международном уровне добилась в сезоне 2011 года, когда вошла в основной состав канадской национальной сборной и побывала на чемпионате мира в Бледе, откуда привезла награду серебряного достоинства, выигранную в зачёте парных двоек лёгкого веса — в решающем финальном заезде пропустила вперёд только экипаж из Греции. Также в этом сезоне в одиночках получила бронзу на молодёжном мировом первенстве в Амстердаме и выступила на этапе Кубка мира в Люцерне.
Благодаря череде удачных выступлений удостоилась права защищать честь страны на летних Олимпийских играх 2012 года в Лондоне — вместе с напарницей Линдсей Дженнерич отобралась в парных двойках лёгкого веса лишь в утешительный финал B и расположилась в итоговом протоколе соревнований на седьмой строке.
После лондонской Олимпиады Оби осталась в составе гребной команды Канады на ещё один олимпийский цикл и продолжила принимать участие в крупнейших международных регатах. Так, в 2013 году в одиночках она стартовала на этапе Кубка мира в Люцерне и на мировом первенстве в Чхунджу, тем не менее, была здесь далека от попадания в число призёров.
В 2014 году в лёгких парных двойках выиграла бронзовую медаль на этапе Кубка мира в Люцерне и добавила в послужной список серебряную медаль, полученную на чемпионате мира в Амстердаме.
В 2015 году на мировом первенстве в Эгбелете была близка к призовым позициям, став в двойках четвёртой.
Находясь в числе лидеров канадской национальной сборной, благополучно прошла отбор на Олимпийские игры 2016 года в Рио-де-Жанейро — на сей раз совместно с Линдсей Дженнерич заняла второе место в программе парных двоек лёгкого веса, уступив в финале только экипажу из Нидерландов, и тем самым завоевала серебряную олимпийскую медаль. Вскоре по окончании этих соревнований приняла решение завершить спортивную карьеру.